# 张利宾
张利宾（？—？），北直人，是一名清朝政治人物。
张利宾曾接替彭六翮任福州府知府一职，由李雨霑接任。